# NGC 431
NGC 431 est une galaxie lenticulaire barrée située dans la constellation d'Andromède. NGC 431 a été découverte par l'astronome britannique John Herschel en 1827.

## Caractéristiques
Sa vitesse par rapport au fond diffus cosmologique est de 5 439 ± 29 km/s, ce qui correspond à une distance de Hubble de 80,2 ± 5,6 Mpc (∼262 millions d'al).
À ce jour, cinq mesures non basées sur le décalage vers le rouge (redshift) donnent une distance de 101,200 ± 23,501 Mpc (∼330 millions d'al), ce qui est à l'intérieur des valeurs de la distance de Hubble. Notons cependant que c'est avec la valeur moyenne des mesures indépendantes, lorsqu'elles existent, que la base de données NASA/IPAC calcule le diamètre d'une galaxie et qu'en conséquence le diamètre de NGC 431 pourrait être d'environ 33,0 kpc (∼108 000 al) si on utilisait la distance de Hubble pour le calculer.
NGC 431 présente une large raie HI.